# Lilla Åkebosjön
Lilla Åkebosjön är en sjö i Hultsfreds kommun i Småland och ingår i Emåns huvudavrinningsområde. Sjön är 5 meter djup, har en yta på 0,0962 kvadratkilometer och är belägen 164,1 meter över havet. Sjön avvattnas av vattendraget Stensjöbäck.

## Delavrinningsområde
Lilla Åkebosjön ingår i det delavrinningsområde (637119-149464) som SMHI kallar för Utloppet av St Hammarsjö. Medelhöjden är 181 meter över havet och ytan är 26,21 kvadratkilometer. Det finns inga avrinningsområden uppströms utan avrinningsområdet är högsta punkten. Stensjöbäck som avvattnar avrinningsområdet har biflödesordning 2, vilket innebär att vattnet flödar genom totalt 2 vattendrag innan det når havet efter 113 kilometer. Avrinningsområdet består mestadels av skog (82 procent). Avrinningsområdet har 2,72 kvadratkilometer vattenytor vilket ger det en sjöprocent på 10,4 procent.